# Karen (漫画)
『Karen』（カレン）は、塩崎雄二の漫画。『ビジネスジャンプ』（集英社）で1997年から1998年まで連載された。単行本はビジネスジャンプ・コミックス版全2巻（集英社）、カバー書き下ろしの特装版全2巻（大都社）がそれぞれ刊行されている。

## 概要
塩崎の後年の作品とは違い、エロシーンはパンチラまでとなり、主人公は下着姿からセミヌードまで（脇役などはヌードが時折ある）。
新装版のあとがきにおいて塩崎は、本作の主人公・君島かれんは『一騎当千』や『バトルクラブ』の主人公たちの原型となったキャラクターであると述べている。

## ストーリー
青草学園の帰国子女・君島かれんは、性格は豪快でナイスボディの持ち主。ある日野球部と対決し、150km/h投げられなかったら脱衣という勝負をする。自分以上の剛球にショックを受け、旅へ出るエース山田勝利。かれんがチヤホヤされているのに嫉妬するも、特別な感情を抱くマネージャー遠山みずほ。果たしてかれんがこの学校にやってきた理由とは?

## 登場人物
君島 かれん（きみじま かれん）
青草学園野球部。帰国子女。身長170cm位。スポーツ万能で160km/hの剛速球をかます。奇想天外な行動で周りを振り回す。かなりの大食い。暑かったり動きづらいと、その場で惜しげもなく服を脱ぐ。
山田 勝利（やまだ かつとし）
青草学園野球部。身長160cm位。冴えない男で頭は五厘。かれんとは幼馴染でかれんにとって初恋の相手なのだが、当初は全く気づいておらず、かれんも勝利がいる学園だと知らずに野球部入部した。
遠山 みずほ（とおやま みずほ）
青草学園野球部マネージャー。身長155cm位。かれんの登場に野球部のペースが狂い恨みを持つ。ノーパンのかれんを見て特別な感情を抱きつつも、やはり恨み辛みの方が激しい。
榎本 薫（えのもと かおる）
青草学園野球部キャプテン。3年B組。色黒・スキンヘッドが特徴。名前は本人の所持しているベルリスト（「ヒミツの花園」）から。
君島学園長（きみじまがくえんちょう）
青草学園の学園長であり、かれんの祖父。かれんにはとても甘く優しく他人には厳しい。毎回メイドには自然の流れのまま性的遊戯をかましているが表情はりりしいまま。いわゆる本作のお笑いキャラ。
津田（つだ）
君島学園長の秘書あるいは君島家の執事。眼鏡をかけた男性。常に学園長やその娘のかれんの奇想天外な行動に散々振り回されている常識のある苦労人。

## 書籍
新装版
1. 2006年4月20日 初版発行 ISBN 4-88653-475-9
2. 2006年4月20日 初版発行 ISBN 4-88653-476-7